# Сад (буква арабского алфавита)
Сад (араб. صاد‎) — четырнадцатая буква арабского алфавита. Используется для обозначения эмфатического звука «с». Относится к солнечным буквам.

## Соединение
Стоящая в конце слова Сад пишется, как ـص; в середине как ـصـ и в начале слова — صـ.

## Абджадия
Букве соответствует число 90.

## Произношение
Юшманов Н. В. пишет, что звук «С» произносится: «с напряжением языка и щек, с подъемом зада языка к мягкому нёбу и с низким тоном вроде ль, о, ы».
Свистящий звук «С» очень похож на шипение гуся. 